# TSV 1896 Rain
Der Turn- und Sportverein 1896 e. V. Rain (TSV 1896 Rain) ist ein Sportverein aus Rain im Landkreis Donau-Ries in Bayern. Das Fußballstadion des Vereins heißt Georg-Weber-Stadion.

## Vereinschronik
Den TSV 1896 Rain gibt es unter diesem Namen erst seit 1946. Zuvor hatten in der kleinen Stadt zwei durchaus in starker Konkurrenz zueinander stehende Vereine nebeneinander existiert. Der traditionsreiche, im Jahre 1896 gegründete Turnverein (TV) und der wesentlich jüngere, 1920 nach dem Ende des Ersten Weltkrieges und des Kaiserreichs im Zeichen einer neuen Zeit ins Leben gerufene Fußball-Club (FC). 1941 wurden TV und FC zwangsweise zu einer „Turn- und Sportgemeinschaft“ (TSG) vereinigt, die aber in den letzten Kriegsjahren kaum mehr Aktivitäten entfalten konnte. Kaum war der Krieg, der Rain erst in den letzten Kriegstagen im April 1945 direkt erreichte, vorbei, begannen sportbegeisterte Überlebende damit, die Vereine wiederzubeleben. Bereits im August 1945 wurde der FC Rain wiedergegründet, während der Turnverein nicht so leicht wieder reaktiviert werden konnte. Zu schwer waren hier die Verluste. Nachdem der FC sehr schnell eine beachtliche Mitgliederzahl erreicht hatte, trat die Vereinsführung mit einigen TV-Mitgliedern in Verhandlungen, um einen Neuzusammenschluss auf freiwilliger Basis, im Unterschied zur Zwangsvereinigung wenige Jahre zuvor, zu erreichen. So trafen sich im Frühjahr 1946 im Gasthaus Schmelcher 12 die bereits lange im Sport tätigen Georg Holzapfel, Martin Pledl, Hermann Koller, Ignaz Mayr, Anton Weiß, Franz Römer, Richard Mayinger, Michael Rieder, Josef Müller, Adolf Grueber, Karl Faig sen. und Ludwig Straubinger sen. und beschlossen dabei, die Fusion und die Benennung „Turn- und Sportverein 1896 Rain am Lech“. Als Vereinsfarben wurden rot-weiß festgelegt, die auch der TV schon trug und in denen auch die Vereinsfahne aus dem Jahre 1909 gehalten war. Der erste offizielle Fanclub des TSV Rain am Lech sind die im August 2008 gegründeten „Rainer-Jungs“.

## Sportstätten

### Georg-Weber-Stadion

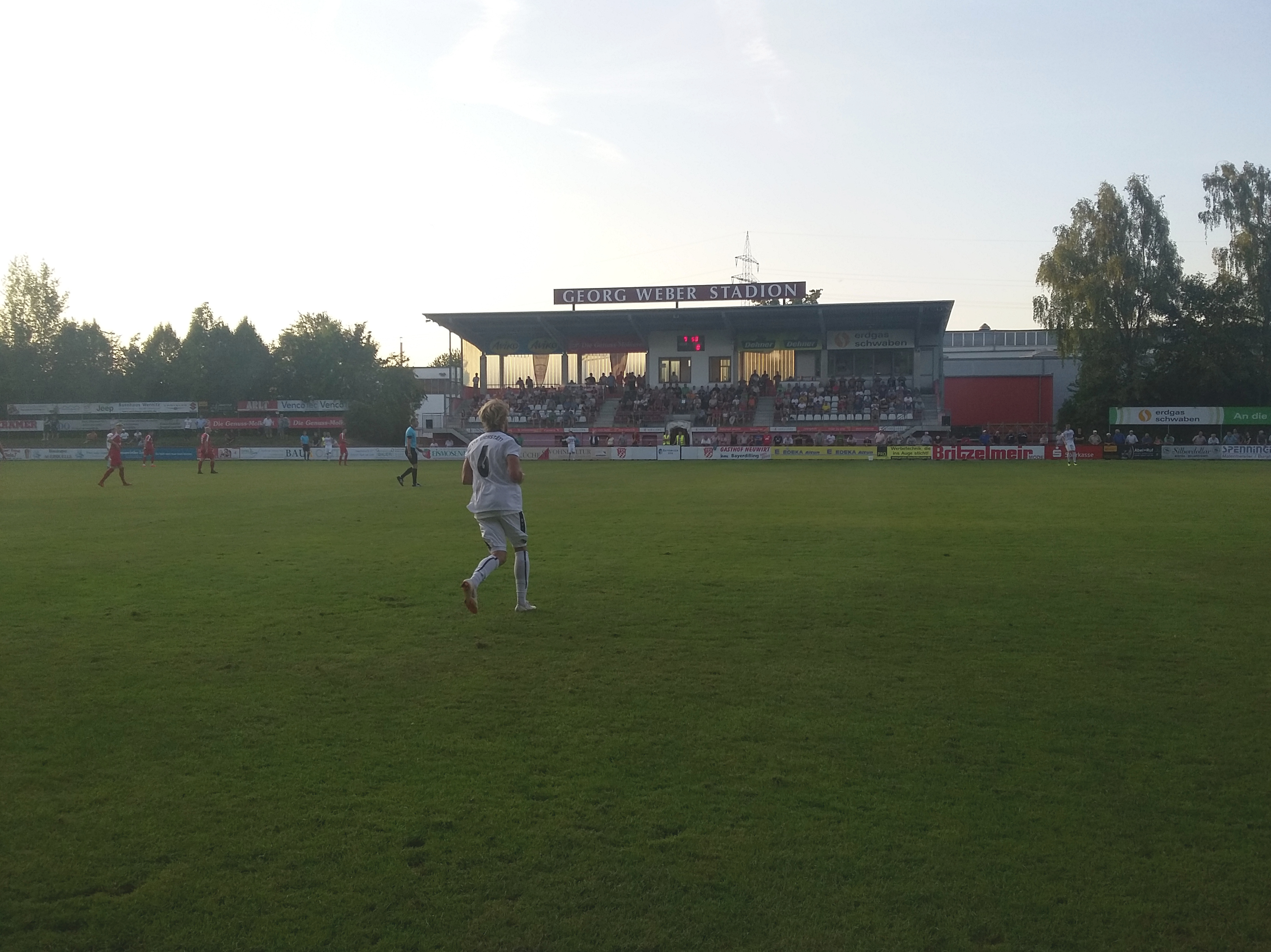
Das Georg-Weber-Stadion beim Toto-Pokal-Spiel des TSV 1896 Rain gegen den VfB Eichstätt (0:0, 5:4 n. E.).

Die Heimspielstätte des TSV ist das Georg-Weber-Stadion, das nach dem Unternehmer Georg Weber benannt ist. Die Kapazität des Stadions beträgt ca. 3000 Plätze. Davon sind 100 überdachte Sitzplätze auf der Ost-Terrasse und 262 überdachte Sitzplätze auf dem Tribünengebäude. Das im Juni 2006 fertiggestellte Tribünengebäude beherbergt zwei Umkleidekabinen, einen Mehrzweckraum und Sanitäranlagen.
Der Hauptplatz hat die Maße 105 × 68 Meter. Zusätzlich existiert ein Trainingsplatz mit den Abmessungen 100 × 65 Meter. Genutzt werden können außerdem die vier 400-Meter-Bahnen und die Leichtathletikanlagen des Schulverbandes Rain. Des Weiteren stehen ein Hartplatz für Basketball und Volleyball und ein Kleinfeld für Jugendfußball zur Verfügung.
Im Sportheim befinden sich neun Umkleidekabinen und vier Duschräume sowie Funktionsräume und eine Gaststätte.

### Kunstrasenplatz Fasanenweg
Direkt neben dem Georg-Weber-Stadion befindet sich ein Kunstrasenplatz mit der Spielfeldgröße 90 × 62 m. Er besitzt außerdem eine Linierung für zwei Kleinfelder zu je 62 × 43 m. Der Belag ist ein FIFA-zertifizierter, strapazierfähiger Liga-Turf von Polytan.
Fertiggestellt wurde der Kunstrasenplatz am 25. Juni 2005. 

### Sportheim-Kegelbahnen
Im Sportheim-Gebäude sind vier Bundeskegelbahnen untergebracht. Zwei der neun Umkleiden des Georg-Weber-Stadions stehen den Keglern zur Verfügung.

### Dreifachturnhalle
In der Donauwörther Straße – gegenüber dem Stadion – steht eine Dreifachturnhalle mit einer Abmessung von ca. 51 × 25 Metern. Diese ist in drei Hallen zu je ca. 17 × 25 Metern mit Trennvorhängen teilbar.
Ausgestattet ist die Halle für viele Hallensportarten (Gerätturnen, Basketball, Volleyball, Handball, Badminton und Fußball). Es gibt eine ausfahrbare Tribüne mit 300 Sitzplätzen, Konditionsräume (u. a. für TSV-Kraftsport), vier Umkleidekabinen sowie ein Foyer mit Bewirtungsmöglichkeit.

### Hallenbad mit Grundschulturnhalle
Genutzt werden kann zudem das öffentlich betriebene Hallenbad mit der Grundschulturnhalle. Das dortige Schwimmbecken ist 25 m lang, 10 m breit und hat vier Bahnen. Die Tiefe des Nichtschwimmerbereiches beträgt 0,60 bis 1,80 m. Der Schwimmbereich ist 4,00 m tief. Im Untergeschoss befindet sich eine öffentliche Sauna. Die Kleinturnhalle misst 12 × 20 Meter. Sie wird hauptsächlich genutzt von der Johannes-Bayer-Grundschule. Der TSV nutzt sie für Kinderturnen, Taekwondo und für die Tischtennisabteilung.

## Abteilungen

### Fußball

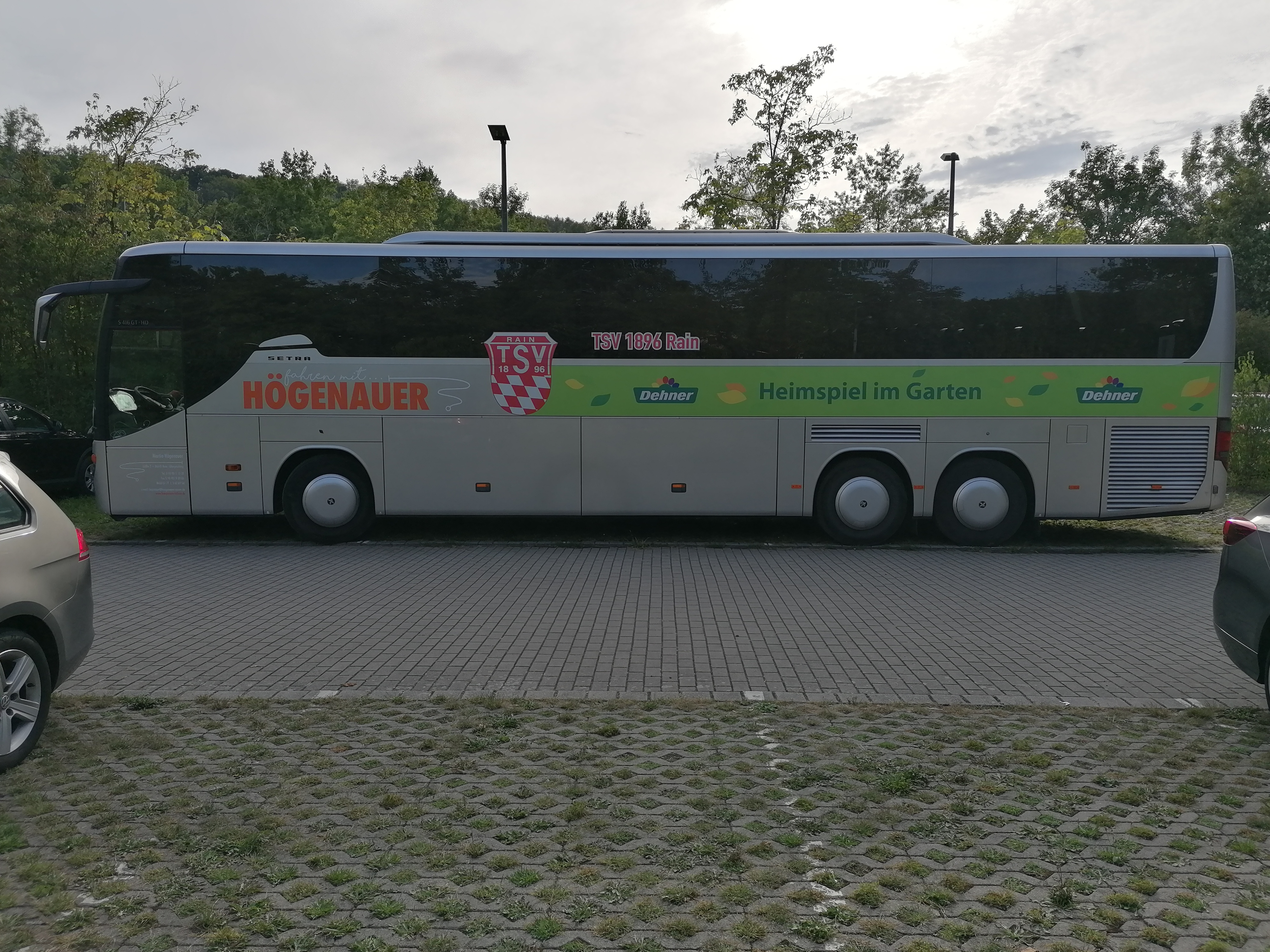
Der Mannschaftsbus der Fußballabteilung

Nach der Gründung des FC Rain 1920 und der Wiedergründung nach dem Zweiten Weltkrieg am 17. August 1945 ist die Fußballabteilung seit der Fusion mit dem TV Rain zum TSV Rain 1946 Abteilung des TSV 1896 Rain. Nach langen Jahren auf Kreis- und Bezirksebene stieg die 1. Mannschaft 1975 erstmals in die Landesliga auf. Ebenso wie nach einem weiteren Aufstieg 1981 erfolgte der Wiederabstieg jeweils bereits ein Jahr später. Erst nach dem dritten Landesliga-Aufstieg 1997 unter Trainer Alex Schroder etablierte sich der Verein auf dieser Ebene und schaffte 2008 als Tabellendritter nach zwei Relegationsspielen den erstmaligen Aufstieg in die nun fünftklassige Bayernliga. Der Klassenerhalt gelang 2009 wiederum nach einer Relegation. Am 21. April 2012 hatte man sich unter dem Trainer Tobias Luderschmid für die viertklassige Regionalliga Bayern qualifiziert. Nach dem 11. Platz in der Saison 2012/2013 folgte der 19. Platz in der Folgesaison und damit der Abstieg in die Bayernliga Süd. Am 16. Mai 2015 machte das Team die Meisterschaft und damit den sofortigen Wiederaufstieg in die höchste Amateurklasse perfekt; Sebastian Kinzel, zugleich erfolgreichster Torschütze des Amateurfußballs in Deutschland, erzielte dabei 51 Tore in der Saison. Nach dem direkten Wiederabstieg trat der TSV Rain ab 2016 wieder in der Bayernliga Süd an. Nach drei Jahren gelang Rain 2019 die Rückkehr in die Regionalliga, als man sich in der Relegation gegen die DJK Gebenbach durchsetzte. In der Saison 2022/23 stieg der Verein erneut in die Bayernliga ab. Dort spielen sie auch in der Spielserie 2024/25. In der Spielzeit 2024/2025 stieg der Verein in die Landesliga ab. Trainer war Sven Zurawka.
Im Nachwuchsbereich werden 11 Jugendmannschaften betreut und nehmen am regelmäßigen Spielbetrieb teil. Die Senioren bestreiten mit der Altherrenmannschaft ebenfalls regelmäßig Spiele.

### Tischtennis
Die Tischtennisabteilung wurde 1967 gegründet. Derzeitiger Abteilungsleiter (seit 2022) ist Wolfgang Römer. In der Saison 2024/25 sind neun Mannschaften für den Punktspielbetrieb gemeldet. Die erste Herrenmannschaft trat von 2004 bis 2011 in der Bayernliga Süd an und erreichte dabei zweimal den zweiten und zweimal den dritten Platz in der Abschlusstabelle. 2011 erfolgte der Abstieg in die Landesliga Südwest, der die Mannschaft bereits von 2001 bis 2004 angehörte. Im darauffolgenden Jahr 2012 stieg die TSV-Tischtennismannschaft erneut ab. 2019 gelang ihr der Wiederaufstieg in die Landesliga Westsüdwest, in der sie 2022 den Meistertitel holte.
Die größten Erfolge für den TSV Rain erzielte die Seniorenmannschaft, die 2007 und 2009 den süddeutschen Meistertitel errang.

### Ski
Die Skisparte war seit November 1978 eine TSV-Abteilung. Abteilungsleiterin war Nadin Willsch. Im Laufe der 2010er Jahre wurden die Aktivitäten eingestellt und die Sparte schließlich aufgelöst.

### Handball
Die Handballabteilung bestand im TSV seit 1947. Sie bildete seit 1997 eine Spielgemeinschaft mit dem VSC Donauwörth; die HSG nahm zuletzt mit 9 Mannschaften am Spielbetrieb teil. Abteilungsleiter war Mike Coskun. Die Abteilung wurde 2010 wegen geringer Mitgliederzahl aufgelöst; der VSC Donauwörth tritt seither wieder allein im Spielbetrieb an.

### Turnen
Turnen war die erste TSV-Abteilung. Sie wurde als TV Rain am 10. Januar 1896 mit 13 Mitgliedern gegründet. 1941 erfolgte eine „Zwangsfusion“ mit dem seit 1920 bestehenden FC Rain zur TSG Rain (Turn- und Sportgemeinschaft). Der TV fusionierte 1946 endgültig mit dem FC zum TSV 1896 Rain. Abteilungsleiterin war Agathe Schmidt. Die Abteilung fusionierte am 1. Januar 2023 mit den Abteilungen Badminton und Breitensport zur Abteilung Freizeitsport.

### Schwimmen
Die Schwimmabteilung wurde 1974 beim TSV Rain gegründet. Abteilungsleiter ist Manuel Volgmann.

### Taekwondo
Die Taekwondoabteilung wurde 1976 beim TSV Rain gegründet. Abteilungsleiter ist Necdet Kocaman.

### Breitensport
Die Breitensportgruppe wurde 1970 gegründet. Als Abteilungsleiter fungierte Magnus Kastenhofer. Die Abteilung fusionierte am 1. Januar 2023 mit den Abteilungen Badminton und Turnen zur Abteilung Freizeitsport.

### Badminton
Badmintonabteilung wurde im Oktober 1989 gegründet. Abteilungsleiter war Wolfgang Schmidt. Die Abteilung fusionierte am 1. Januar 2023 mit den Abteilungen Turnen und Breitensport zur Abteilung Freizeitsport.

### Basketball
Die Basketballabteilung war die jüngste aller TSV-Abteilungen. Sie wurde 2004 gegründet, jedoch wegen zu geringer Mitgliederzahl 2010 wieder aufgelöst. Abteilungsleiter war Florian Riehl.

### Kraftsport
Abteilungsleiter des Kraftsports sind Andreas Ottinger und Felix Forster. Mitgliederzahl 96 (Stand: Dezember 2016).

#### Erfolge
Deutsche Meisterschaft Kraftdreikampf 2002: 1. Platz Otto Grasser
Bayerische Meisterschaft Bankdrücken 2003: 2. Platz Robert Halt
Bayerische Meisterschaft Bankdrücken 2003: 3. Platz Martin Wittke
Deutsche Meisterschaft Kraftdreikampf 2015: 1. Platz Otto Grasser (Erwachsene bis 90 kg)
Deutsche Meisterschaft Kraftdreikampf 2015: 1. Platz Otto Kasdorf (Jugend 16/17 Jahre, bis 90 kg)

### Freizeitsport
Die Freizeitsportabteilung entstand am 1. Januar 2023 durch Fusion der Abteilungen Badminton, Breitensport und Turnen. Abteilungsleiter ist Wolfgang Schmidt.